# Banksie dubová

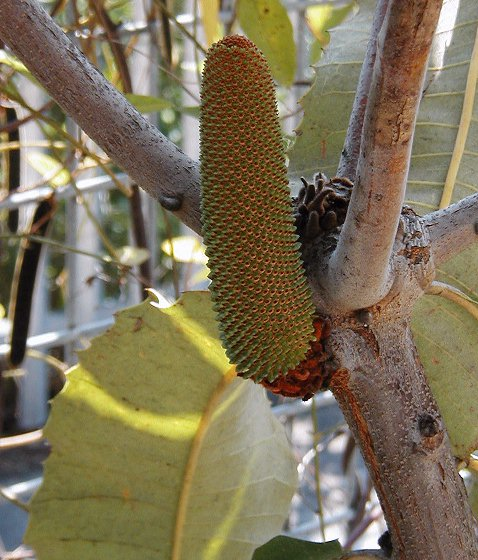
Nerozkvetlé květenství

Banksie dubová (Banksia robur), někdy také zvaná paučkovec dubový, je druh bohatého rodu banksie z čeledě proteovitých vyskytující se v Austrálie.

## Rozšíření
Tento druh se roste výhradně na severovýchodě Austrálie ve spolkovém státě Queensland, na severu od mysu York a na jihu s přesahem do státu Nový Jižní Wales. Nachází se tam jako jedna z mála banksií v bažinatých nebo špatně odvodněných písčinách a zamokřených oblastech na velmi chudých půdách. Je to adaptabilní rostlina a vyrůstá i na suchých místech, ovšem při nedostatku vláhy má nízký vzrůst i málo kvete. Pro bohatství květů potřebuje plné slunce. Za příhodných podmínek roste poměrně rychle, za tři roky je vysoký 1,5 m a začíná kvést. Ve starším věku je mírně mrazuvzdorný. Druh je poměrně odolný vůči plísní zachvacující kořeny banksií rostoucích ve vlhku.

## Popis
Přestože druhové jméno "robur" v latině značí i tvrdé (dubové) dřevo, je to nevysoký, rozložitý keř který dorůstá obvykle do výše 2 m, zřídka kdy o metr více. Kůra je hladká a mladé kmínky jsou zprvu rezavě plstnaté a teprve později olysají a zešednou. Veliké tuhé, kožovité listy, až 40 cm na délku a 12 cm do šířky, vyrůstají na větvích střídavě a mají řapíky 1 až 2 cm dlouhé. Listové čepele jsou eliptické nebo obvejčité, okraje mají krátce zubaté, u špičky bývají téměř nejširší, jsou plstnaté a sytě zelené, na lícní straně lesklé, výrazná střední žilka je hnědá.
Hroznovitá květenství s dřevnatými osami dosahují délky 10 až 17 cm a mají vytrvalé plstnaté zákrovní listeny dlouhé 3 až 8 mm. Čtyřčetné oboupohlavné květy mají okvětní lístky o délce 20 až 25 mm, ty ještě nerozvité mají barvu kovově zelenou a ta se později mění na zlatou, stejně barevné jsou i 4 tyčinky. Vytrvalá čnělka dlouhá 28 až 33 mm je bledě žlutá a vyrůstá z jednoplodolistového spodního semeníku. Květy vykvétají většinou v lednu až červenci; již odkvetlé změní barvu na temně oranžovou a časem hnědnou. Opylovány jsou hmyzem nebo ptáky nacházející uvnitř květů dostatek nektaru. Zhnědlá květenství zůstávají na rostlině po mnoho měsíců někdy i let. Banksie dubové se obvykle vysazují v parcích a okrasných zahradách. Pro zlepšení vzhledu keře ho lze po odkvětu bez problému prořezávat.

## Rozmnožování
V dozrálém plodenství vyvinutém z hroznovitého květenství bývá i více než 100 úzce cylindrických dřevnatých měchýřků (tobolek) dlouhých 10 až 16 mm. Obsahují po dvou okřídlených obvejčitých semenech 15 až 20 mm velkých, jejich otevření se aktivuje teprve ohněm. Rostliny si takto zajišťují přežití druhu při požárech, které se v uvedených oblastech často vyskytují. Dospělé rostliny jsou požárem často zahubeny, ale místo nich vyrostou ze semen nové. Banksie dubová, stejně jako některé další druhy, má navíc pod povrchem půdy na kořenech zbytněný útvar (lignotuber). Ten je podobný hlíze s tlustou kůrou a je vyplněn zásobními škrobovými látkami a spícími pupeny. Menší žár tento podzemní orgán nespálí, pouze probudí spící pupeny a z nich po uhašení ohně vyroste nový keř.
Potřebujeme-li získat semena, např. pro výsadbu nových rostlin, musíme suchá plodenství zahřívat na teplotu nad 100 °C. Uvolněná semena vyklíčí rychle, do 3 až 5 týdnů, mladé semenáčky nutno zpočátku chránit před přemokřením půdy.